# Ерифила
Ерифила (на старогръцки: Ἐριφύλη, Eriphyle) в древногръцката митология е дъщеря на Талай и на Лизимаха.
Тя е съпруга на пророка Амфиарай, цар на Аргос, и майка на двама сина Алкмеон и Амфилох и на две дъщери Демонаса и Евридика.
Ерифила убеждава съпруга си да участва в похода Седемте срещу Тива, воден от нейния брат Адраст, след като получила от Полиник огърлицата на Хармония. В похода съпругът ѝ е убит. След като синът ѝ Алкмеон научил, че тя накарала баща му да участва в похода, убил майка си.